# Río Irgiz
El río Bolshói Irgiz (Gran Irgiz), a veces solamente, río Irgiz (también transliterado como Bolšoj Irgiz o Bolshoy Irgiz) (en ruso: Большой Ирги́з) es un río de la Rusia europea, uno de los afluentes del curso inferior del río Volga. Su longitud total es de 675 km y su cuenca drena una superficie de 24.000 km² (un poco mayor que Yibuti o Belice y algo menor que Macedonia).
Administrativamente, el río discurre por el Óblast de Samara y el Óblast de Sarátov de la Federación de Rusia.

## Geografía
El río Irgiz nace en el óblast de Samara, en la vertiente septentrional de la cadena montañosa de Obščij Syrt, una de las estribaciones de los montes Urales. El río discurre primero en dirección noroeste, para luego describir una amplia curva hacia el oeste e internarse en el óblast de Sarátov, por donde atraviesa un valle muy amplio, en dirección media oeste. En este tramo su curso es el típico de las regiones muy llanas, describiendo muchos amplios meandros. Pasa frente a la ciudad de Pugachov (41 436 hab. en 2002), la más importante de su recorrido y, finalmente desemboca en el río Volga por la derecha, aguas abajo del embalse de Balakovo (200 470 hab.), cerca de la ciudad de Volsk (71 124 hab.). El río desagua aguas abajo del río Maly Irguiz (pequeño Irguiz, con 235 km de longitud).
Sus principales afluente son los río Kamelik y Kusum, por la izquierda, y el río Karalyk, por la derecha. 
El río, al igual que casi todos los ríos de Rusia, sufre de largos periodos de heladas (noviembre/diciembre a marzo/abril). En la estación seca el río tiene el menor caudal, ya que discurre por una región bastante árida.

## Historia
Durante el periodo soviético se desarrolló una literatura nacional en la región baskira, que tuvo como uno de sus exponentes a Jadiya Davlechina (1905-54), que escribió en 1957 una obra que lleva el título de Irgiz.